# Centro Latinoamericano de Estudios en Informática
El Centro Latinoamericano de Estudios en Informática (CLEI) es una institución sin fines de lucro que reúne a universidades y centros de investigación latinoamericanos y españoles, interesados en la investigación y docencia en informática. CLEI promueve la evolución y diseminación del conocimiento en el área de Informática de forma que contribuyamos de manera decisiva en el desarrollo económico y social de nuestra región. Entre los objetivos generales de CLEI están:
- Creación de instancias de cooperación educativa y científica en Informática para Latinoamérica.
- Fortalecimiento del intercambio cultural y tecnológico en Informática.
- Integración de un frente latinoamericano en el área, sirviendo de referente regional.
- Promover la creación de tecnologías propias que atiendan adecuadamente las necesidades regionales.
- Elevar la calidad de la educación superior en informática.
- Promover el desarrollo científico de la informática en Latinoamérica.

Entre las principales actividades de CLEI se incluyen:
- Conferencia latinoamericana de informática.
- Galardón al Mérito Latinoamericano en Informática.
- Promoción de comunidades.
- Promoción de CLEI Electronic Journal.

- Apoyo financiero a profesores visitantes.
- Auspicio a eventos.
- Apoyo financiero a comunidades.
- Concurso de tesis de doctorado.
- Concurso de tesis de maestría.
- Becas para autores de la conferencia.
- Censo latinoamericano de informátic@s.

## Historia[2]
En 1972 se realizó en Valparaíso Chile, un panel de discusión sobre tópicos en Informática, organizado por la Pontificia Universidad Católica de Valparaíso, en donde se analiza la necesidad de eventos regionales.
En 1973, la Pontificia Universidad Católica de Valparaíso convoca a todas las universidades nacionales de Chile para un nuevo Panel de Discusión sobre Tópicos de Computación.
En 1974, se organiza el primer encuentro a nivel latinoamericano, con participación de más de 100 académicos de diversos países de la región, como Argentina, Perú y Chile, con el nombre de PANEL 74. Este evento es considerado como fundacional para el CLEI.
A partir de 1975 se realizaron en Valparaíso – Chile, encuentros latinoamericanos anuales con el nombre de Panel, generalmente acompañando de una exposición de equipos, conocida como Expodata.
En 1979, se organiza en Caracas – Venezuela, la VII Conferencia de Informática Panel-Expodata, siendo presidente del Comité de Programas el Profesor Carlos José Pereida de Lucena (Brasil). Nace el Centro Latinoamericano de Estudios en Informática – CLEI, con el Profesor Víctor Yockteng de Colombia como presidente y el Profesor Aldo Migliaro Osorio de Chile como Secretario Ejecutivo. Estos tres profesores son considerados los líderes histórico-fundacionales del CLEI.
Ese mismo año, 1979, CLEI es reconocido en IFIP como representante latinoamericano a iniciativa del investigador hindú Profesor Narshiman.
En 1980, el evento latinoamericano realizado en Caracas – Venezuela recibe por primera vez el nombre de Conferencia Latinoamericana de Informática.
Las conferencias latinoamericanas de 1981 y 1982 se realizaron en Argentina y Perú, respectivamente. Desde entonces, la Conferencia Latinoamericana de Informática se realiza anualmente en forma itinerante.
En 1984, se decidió que la UCV llevara a cabo este evento a través de su Centro de Ciencias de la Computación ya transformado en Escuela de Ingeniería Informática de la UCV, en la ciudad de Viña del Mar – Chile.
Las siguientes conferencias se desarrollan anualmente hasta el día de hoy, año por año, en las que se renuevan los directores de CLEI en forma bianual.

## Conferencias del CLEI
| « País »                   | « Ciudad »        | « Año » | « Fecha »                |
| -------------------------- | ----------------- | ------- | ------------------------ |
| Venezuela, Edición VII     | Caracas           | 1980    | —                        |
| Argentina, Edición VIII    | Buenos Aires      | 1981    | —                        |
| Perú, Edición IX           | Lima              | 1982    | —                        |
| Chile, Edición X           | Viña del Mar      | 1984    | —                        |
| Brasil, Edición XI         | Porto Alegre      | 1985    | —                        |
| Uruguay, Edición XII       | Montevideo        | 1986    | —                        |
| Colombia, Edición XIII     | Bogotá            | 1987    | 9-13 noviembre           |
| Argentina, Edición XIV     | Buenos Aires      | 1988    | 26-30 septiembre         |
| Chile, Edición XV          | Santiago de Chile | 1989    | 10-14 julio              |
| Paraguay, Edición XVI      | Asunción          | 1990    | 10-14 septiembre         |
| Venezuela, Edición XVII    | Caracas           | 1991    | 8-12 julio               |
| España, Edición XVIII      | Gran Canaria      | 1992    | 31/ago-4/sep             |
| Argentina, Edición XIX     | Buenos Aires      | 1993    | agosto                   |
| México, Edición XX         | Ciudad de México  | 1994    | 19-23 septiembre         |
| Brasil, Edición XXI        | Canela            | 1995    | 31/jul-4/ago             |
| Colombia, Edición XXII     | Bogotá            | 1996    | 3-7 junio                |
| Chile, Edición XXIII       | Valparaíso        | 1997    | 10-15 noviembre          |
| Ecuador, Edición XXIV      | Quito             | 1998    | 19-23 octubre            |
| Paraguay, Edición XXV      | Asunción          | 1999    | 30/ago-3/sep             |
| México, Edición XXVI       | Ciudad de México  | 2000    | 18-22 septiembre         |
| Venezuela, Edición XXVII   | Mérida            | 2001    | 24-28 septiembre         |
| Uruguay, Edición XXVIII    | Montevideo        | 2002    | 25-29 noviembre          |
| Bolivia, Edición XXIX      | La Paz            | 2003    | 29sep-3/oct              |
| Perú, Edición XXX          | Arequipa          | 2004    | 27sep-1/oct              |
| Colombia, Edición XXXI     | Cali              | 2005    | 10-14 octubre            |
| Chile, Edición XXXII       | Santiago de Chile | 2006    | 21-25 agosto             |
| Costa Rica, Edición XXXIII | San José          | 2007    | 8-12 octubre             |
| Argentina, Edición XXXIV   | Santa Fe          | 2008    | 8-12 septiembre          |
| Brasil, Edición XXXV       | Pelotas           | 2009    | 22-25 septiembre         |
| Paraguay, Edición XXXVI    | Asunción          | 2010    | 18-22 octubre            |
| Ecuador, Edición XXXVII    | Quito             | 2011    | 10-14 octubre            |
| Colombia, Edición XXXVIII  | Medellín          | 2012    | 1-5 octubre              |
| Venezuela, Edición XXXIX   | Naiguatá (Vargas) | 2013    | 7-11 octubre             |
| Uruguay, Edición XL        | Montevideo        | 2014    | 15-19 septiembre         |
| Perú, Edición XLI          | Arequipa          | 2015    | 19-23 octubre            |
| Chile, Edición XLII        | Valparaíso        | 2016    | 10-14 octubre            |
| Argentina, Edición XLIII   | Córdoba           | 2017    | 4-8 septiembre           |
| Brasil, Edición XLIV       | Sao Paulo         | 2018    | 1-5 octubre              |
| Panamá, Edición XLV        | Panamá            | 2019    | 30 septiembre- 4 octubre |
| Ecuador, Edición XLVI      | Loja              | 2020    | 19 octubre- 23 octubre   |
| Costa Rica, Edición XLVII  | San José          | 2021    | 25 octubre- 29 octubre   |
| Colombia, Edición XLVIII   | Armenia           | 2022    | 17 octubre - 21 octubre  |
| Bolivia, Edición XLIX      | La Paz            | 2023    | 16 octubre - 20 octubre  |
| Argentina, Edición L       | Bahía Blanca      | 2024    | 12-16 agosto             |

## Galardón al Mérito Latinoamericano en Informática
Desde el año 2006, el CLEI otorga anualmente esta distinción a académicos y/o profesionales del área de la informática, que han tenido un papel decisivo en el desarrollo de la especialidad en Latinoamérica, desde los orígenes de esta disciplina en la región en los años sesenta y setenta a nuestros días. La lista de candidatos entre los que se elige al premiado, se conforma sobre la base de las propuestas de los representantes de cada país en el CLEI.
En el año 2006, el galardonado fue el Prof. Aldo Migliaro Osorio, de Chile, primer Secretario-Ejecutivo del CLEI, y en sus inicios uno de sus principales impulsores.
La lista de los premiados es la que se indica: 
- 2023: Prof. Diego Andrade
- 2022: Prof. Mauricio Solar
- 2021: Profa. Gabriela Marín
- 2020: Profa. Francis Losavio (QEPD)
- 2019: Prof. Paco Tirado
- 2018: Profa. Claudia Bauzer Medeiros
- 2017: Prof. Jorge Santos
- 2016: Prof. Héctor Cancela
- 2015: Prof. Jorge Baralt Torrijos
- 2014: Prof. Ernst Leiss
- 2013: Prof. Benjamín Barán
- 2012: Prof. José Pino
- 2011: Prof. Rodrigo Cardoso
- 2010: Prof. Julián Aráoz
- 2009: Prof. Ricardo Baeza-Yates
- 2008: Prof. Jorge Vidart
- 2007: Prof. Ramón Puigjaner
- 2006: Prof. Aldo Migliaro Osorio

## Comunidades[31]
CLEI entiende que articular a los Grupos de Trabajos (GT) representa una de las actividades más importantes de su comunidad. Estos grupos están conformados por especialistas de los diferentes temas científicos y de desarrollo tecnológico que abarca la investigación del área de la ciencia de la computación. Los grupos de trabajo se listan a continuación: 
- GT 1: Teoría Computacional
- GT 2: Ingeniería del Software
- GT 3: Educación Superior en TIC
- GT 4: Manejo de Datos e Información
- GT 5: Infraestructura, Hardware y Software
- GT 6: Procesos de Negocio, Arquitecturas y Sistemas Organizacionales
- GT 7: Mujer Latinoamericana en la Computación
- GT 8: Investigación de Operaciones e Inteligencia Artificial
- GT 9: Interacción y Gráfica
- GT 10: Informática y Sociedad
- GT 11: Interacción Humano-Computador
- GT 12: Rama estudiantil

## CLEI Electronic Journal[32]
CLEI Electronic Journal (CLEIej) es la publicación insignia de CLEI. CLEIej es una revista arbitrada de acceso abierto. Fue creada en 1998 para fomentar la investigación en Ciencias de la Computación en América Latina y proporcionar un foro para aumentar la visibilidad mundial del trabajo que se realiza actualmente en la región. La revista recibe envíos de investigaciones originales e inéditas de todo el mundo. CLEIej recibe propuestas de números especiales dedicados a un tema de interés actual, en algún momento vinculados a un evento científico celebrado en la región. CLEIej cuenta con el apoyo de su institución de origen, CLEI, y del aporte de la comunidad de investigadores latinoamericanos e internacionales, y no aplica ningún cargo de autor por el envío y publicación. Desde su creación, todos los contenidos se hacen públicamente accesibles y sin coste alguno. La licencia actual que se aplica es una licencia (CC)-BY (desde octubre de 2015; entre 2011 y 2015 se utilizó una licencia (CC)-BY-NC).

## Otras actividades
- Apoyo financiero a profesores visitantes[33]. Su objetivo es fortalecer los programas emergentes de posgrado en Informática de las instituciones miembros de CLEI. El programa incluye dos modalidades. En la modalidad 1, CLEI solicita a la comunidad la oferta de cursos por parte de profesores interesados en participar. En la modalidad 2, las instituciones CLEI demandaran al programa los cursos en los que estén interesados.
- Auspicio a eventos.[34] Su propósito es incentivar la realización de eventos de calidad para el desarrollo científico y tecnológico de la Informática en Latinoamérica, propiciando la colaboración y sinergia entre los investigadores, docentes, estudiantes y profesionales miembros de CLEI, con fuerte énfasis en la profundización de las “redes de recursos humanos especializados” entre diferentes países miembros.
- Apoyo financiero a comunidades.[35] Este programa busca fortalecer las actividades como las escuelas de verano, los programas de incentivo a la investigación y cualquier otra actividad que los grupos de trabajo diseñen para fortalecer sus actividades. Es un fondo que se ejecuta durante todos los años y busca de esta manera incentivar la articulación de estas redes e incentivar sus actividades en específico, y que sirvan de esta manera para que la comunidad científica y de desarrollo tecnológico alrededor de CLEI puedan ver plasmada a través de los grupos de trabajo todo su quehacer.
- Concurso de tesis de doctorado.[36] El objetivo del Concurso Latinoamericano de Tesis de Doctorado (CLTD) es identificar y promover las mejores tesis doctorales regionales en Informática, Computación, u otras áreas afines, de una universidad latinoamericana miembro de CLEI, en alguna de las áreas disciplinarias definidas en el currículo de computación establecidas por la IEEE/ACM.
- Concurso de tesis de maestría.[37] El Concurso Latinoamericano de Tesis de Maestría (CLTM) es un evento anual asociado a CLEI cuyo objetivo es premiar y difundir el trabajo de estudiantes latinoamericanos que hayan terminado recientemente sus tesis de maestría en computación o informática, cuyo contenido esté referido a algunas de las áreas disciplinarias definidas en el currículo de computación establecidas por la IEEE/ACM. Podrán participar solo estudiantes que se gradúen en universidades miembros de CLEI.
- Becas para autores de la conferencia.[38] Cada año se abre la postulación de becas para los autores de artículos con trabajos aceptados en CLEI, para asistir a dicho evento. El autor debe postularse indicando brevemente la razón por la cual considera que debe recibir el financiamiento y el monto solicitado de subvención.
- Censo latinoamericano de informátic@s.[39] Tiene el objetivo de conocer y fomentar la colaboración en los grupos de interés en áreas de la Informática.